# Zdobysław
Zdobysław — imię męskie, prawdopodobnie późniejszy neologizm utworzony na zasadach podobnych do autentycznych imion słowiańskich. W tej postaci imię to nie jest notowane w słownikach staropolskich, nie występuje również żadne imię z członem Zdoby-. Mimo to imię to zdobyło pewną, niewielką popularność. 
Zdobysław imieniny obchodzi 30 lipca.

## Znane osoby noszące imię Zdobysław
- Zdobysław Flisowski
- Zdobysław Goraj
- Zdobysław Milewski
- Zdobysław Stawczyk